# Lene Storløkken
Lene Glesåsen Storløkken (Lørenskog, 20 de junho de 1981) é uma futebolista norueguesa que atua como meia.

## Carreira
Lene Storløkken integrou o elenco da Seleção Norueguesa de Futebol Feminino, nas Olimpíadas de 2008. 